# Састав Река
Састав Река је насеље у Србији у општини Црна Трава у Јабланичком округу. Према попису из 2022. било је 17 становника.

## Географија
У клисурасту дубодолину, баш на ушћу реке Градске у Власину, до краја 1945. године се није ни могла људска нога крочити. Шумовит кланац са окомитим стенама уз аветињски одјек ових двеју река плашио је не само пролазнике, већ и војске, које су га због тајанствености мимоилазиле.

## Историја
Године 1954, на реци Градска, одмах изнад њеног ушћа у Власину, изграђен је лучно повијен камени мост распона око 20 метара. Тај објекат је претеча данашњег насеља. Градитељи моста нису употребили домаћи назив за ушће реке Градске у Власину — „Станац“, већ назив Састав Река.
Новоизграђени пут Лесковац — Састав Река — Црна Трава био је највеће добро за становништво села Гарe, Дарковца, Јабуковика, Кривог Дела и друга насеља разбацана са десне и леве стране долине реке Власине. После успостављања саобраћаја на овој релацији ницали су путеви и богазе који се сливају на овај пут. Састав Река постао је планинска рскрсница. Дарковце, Јабуковик, Гаре и Градска напустили су раније планинске путеве усмерене ка Власотинцу који се оријентишу искључиво на пут који се пробија клисурама, котлинама, кланцима, сутјескама и жгрелима реке Власине. Гравитационом силом сви ови путеви сливају се према Саставу Река. То је утицало да Срески Савез земљорадничких задруга изгради трговачку кућу баш на „саставу“ реке Грдаске, Дарковачке и Власине код моста. Подом су подигнуте кафане, управна општинска зграда, управна зграда Земљорадничке задруге, Пошта, зграда осмогодишње школе, станови за просветне раднике и амбуланта.
Од дивље и пусте рупе претворено је ово место у центар за села у средњем сливу реке Власине.
Године 1962. изграђен је пут за Градску и пуштен је у саобраћај. Тиме се отворила могућност за експлотацију огромне дрвне масе у басену Власине и Грдаско-каланске реке (Вигњиште).

## Демографија
У насељу Састав Река живи 33 пунолетна становника, а просечна старост становништва износи 38,3 година (36,4 код мушкараца и 40,2 код жена). У насељу има 12 домаћинстава, а просечан број чланова по домаћинству је 3,33.
Ово насеље је великим делом насељено Србима (према попису из 2002. године), а у последња три пописа, примећен је пад у броју становника.
|  |

| Демографија | Демографија | Демографија |
| Година      | Становника  | Становника  |
| ----------- | ----------- | ----------- |
| 1948.       | 0           |             |
| 1953.       | 11          |             |
| 1961.       | 18          |             |
| 1971.       | 21          |             |
| 1981.       | 55          |             |
| 1991.       | 53          | 53          |
| 2002.       | 40          | 40          |
| 2011.       | 30          |             |
| 2022.       | 17          |             |

| Етнички састав према попису из 2002.‍ | Етнички састав према попису из 2002.‍ | Етнички састав према попису из 2002.‍ | Етнички састав према попису из 2002.‍ | Етнички састав према попису из 2002.‍ |
| ------------------------------------ | ------------------------------------ | ------------------------------------ | ------------------------------------ | ------------------------------------ |
|                                      |                                      |                                      |                                      |                                      |
| Срби                                 | Срби                                 |                                      | 37                                   | 92,5%                                |
| непознато                            | непознато                            |                                      | 3                                    | 7,5%                                 |

| Година пописа     | 1948. | 1953. | 1961. | 1971. | 1981. | 1991. | 2002. |
| ----------------- | ----- | ----- | ----- | ----- | ----- | ----- | ----- |
| Број домаћинстава | 0     | 3     | 5     | 8     | 18    | 16    | 12    |

| Број чланова      | 1 | 2 | 3 | 4 | 5 | 6 | 7 | 8 | 9 | 10 и више | Просек |
| ----------------- | - | - | - | - | - | - | - | - | - | --------- | ------ |
| Број домаћинстава | 2 | 3 | 1 | 2 | 3 | 1 | 0 | 0 | 0 | 0         | 3,33   |

| Пол    | Укупно | Неожењен/Неудата | Ожењен/Удата | Удовац/Удовица | Разведен/Разведена | Непознато |
| ------ | ------ | ---------------- | ------------ | -------------- | ------------------ | --------- |
| Мушки  | 15     | 3                | 11           | 1              | 0                  | 0         |
| Женски | 18     | 3                | 11           | 3              | 1                  | 0         |
| УКУПНО | 33     | 6                | 22           | 4              | 1                  | 0         |

| Пол    | Укупно                    | Пољопривреда, лов и шумарство | Рибарство                            | Вађење руде и камена | Прерађивачка индустрија       |
| ------ | ------------------------- | ----------------------------- | ------------------------------------ | -------------------- | ----------------------------- |
| Мушки  | 9                         | 1                             | 0                                    | 0                    | 1                             |
| Женски | 7                         | 1                             | 0                                    | 0                    | 1                             |
| УКУПНО | 16                        | 2                             | 0                                    | 0                    | 2                             |
| Пол    | Производња и снабдевање   | Грађевинарство                | Трговина                             | Хотели и ресторани   | Саобраћај, складиштење и везе |
| Мушки  | 0                         | 0                             | 1                                    | 0                    | 0                             |
| Женски | 0                         | 0                             | 2                                    | 0                    | 0                             |
| УКУПНО | 0                         | 0                             | 3                                    | 0                    | 0                             |
| Пол    | Финансијско посредовање   | Некретнине                    | Државна управа и одбрана             | Образовање           | Здравствени и социјални рад   |
| Мушки  | 0                         | 0                             | 1                                    | 1                    | 4                             |
| Женски | 0                         | 0                             | 1                                    | 1                    | 1                             |
| УКУПНО | 0                         | 0                             | 2                                    | 2                    | 5                             |
| Пол    | Остале услужне активности | Приватна домаћинства          | Екстериторијалне организације и тела | Непознато            | Непознато                     |
| Мушки  | 0                         | 0                             | 0                                    | 0                    | 0                             |
| Женски | 0                         | 0                             | 0                                    | 0                    | 0                             |
| УКУПНО | 0                         | 0                             | 0                                    | 0                    | 0                             |